# Masson-Angers
Pour les articles homonymes, voir Masson et Angers (homonymie).
Masson-Angers est un secteur de la ville de Gatineau, au Québec. Situé dans l'est de la ville, il est traversé par la rivière du Lièvre et est bordé par la rivière des Outaouais.

## Géographie

### Situation

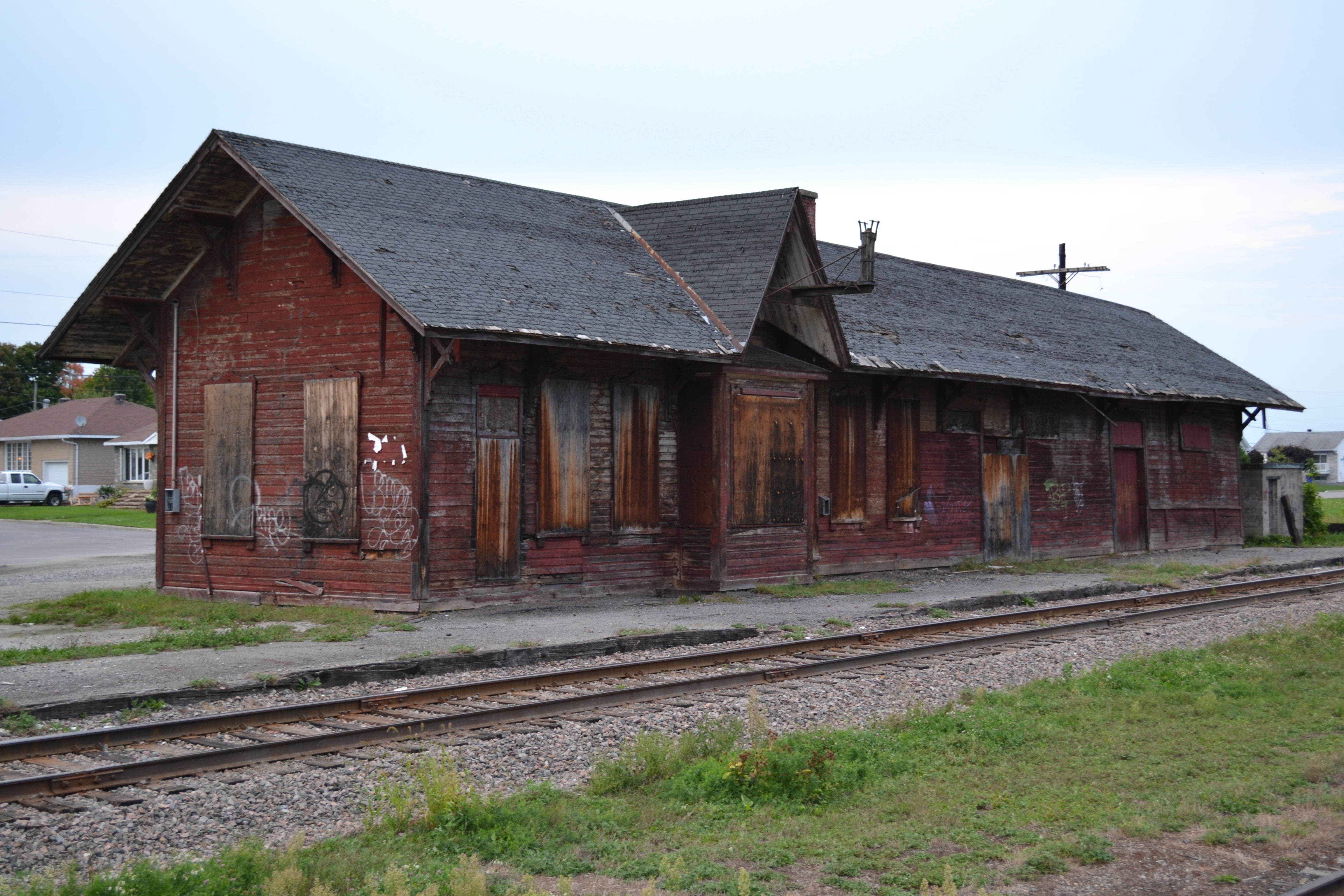
Ancienne gare de Masson en 2012, aujourd'hui démolie.

Cette ancienne municipalité est traversée par la rivière du Lièvre, et est sur le rivage de la rivière des Outaouais. Masson-Angers comprend deux centrales hydroélectriques privées (Énergie Brookfield [aussi connu sous le nom de : Corporation Brascan - Énergie de La Lièvre]), un moulin de pâtes et papier (Papier Masson), un centre communautaire, un centre sportif, quatre écoles primaires (Aux Quatre-Vents, du Ruisseau, du Sacré-Cœur et St-Jean-de-Brébeuf) du centre de services scolaire au Cœur-des-Vallées, et un centre de formation pour adultes de la même commission scolaire.
Le territoire de Masson-Angers correspond au village urbain Bassin-de-la-Lièvre de la ville de Gatineau.

### Climat
Pour un article plus général, voir climat du Québec.
Masson-Angers est exposé à un climat continental humide avec été tempéré (Dfb, selon la classification de Köppen), caractérisé par une forte amplitude thermique entre les saisons chaudes et froides. Les précipitations, abondantes tout au long de l’année, se manifestent sous forme de pluie, de neige ou de grêle, selon les saisons.
Pour la période de 1961 à 1990, les données climatiques les plus représentatives pour Masson-Angers proviennent de la station météorologique de Buckingham, située 4 km au nord. Durant cette période, la température annuelle moyenne est de 4,9 °C, avec une amplitude thermique annuelle de 31,9 °C. Le cumul annuel moyen de précipitations est de 990 mm, avec en moyenne 10 à 15 jours de précipitations par mois. Pour la période de 1991 à 2020, les données proviennent de la station météorologique d’Angers, située à proximité, dans le secteur de Gatineau. Elles indiquent une température moyenne annuelle de 5,3 °C, avec une amplitude thermique annuelle de 30,8 °C. En moyenne, entre 10,8 et 13 jours de précipitations sont observés par mois.
| Mois                              | jan.  | fév.  | mars | avril | mai  | juin  | jui. | août | sep. | oct. | nov. | déc. | année |
| --------------------------------- | ----- | ----- | ---- | ----- | ---- | ----- | ---- | ---- | ---- | ---- | ---- | ---- | ----- |
| Température minimale moyenne (°C) | −16,5 | −15,5 | −8,7 | −1    | 5,6  | 10,9  | 13,4 | 12,5 | 8,1  | 2,2  | −3,5 | −11  | −0,3  |
| Température moyenne (°C)          | −11,2 | −9,5  | −3,7 | 5     | 12,2 | 17,4  | 19,6 | 18,7 | 14,2 | 7,4  | 1    | −7   | 5,3   |
| Température maximale moyenne (°C) | −5,6  | −3,3  | 2,3  | 10,7  | 19,1 | 23,8  | 26,2 | 25,1 | 20,4 | 12,6 | 5,2  | −2,1 | 11,2  |
| Précipitations (mm)               |       |       | 61,2 | 82,5  | 91,9 | 114,6 | 99   | 97   | 95,4 | 96,5 | 72,2 |      |       |
| dont pluie (mm)                   |       | 8,1   | 28,8 | 75,6  | 91,2 | 114,6 | 99   | 97   | 95,4 | 94,7 | 59   | 28,5 |       |
| dont neige (cm)                   | 46,8  | 35,1  | 27,3 | 6,9   | 0    | 0     | 0    | 0    | 0    | 1,7  | 15,8 | 46,1 | 179,7 |

### Flore
Le territoire de Masson-Angers est partagé entre deux domaines bioclimatiques, dont la limite approximative correspond à celle des régions physiographiques. Le nord-est du secteur est situé dans le domaine de l'érablière à tilleul, dominé par l'érable à sucre, accompagné notamment du tilleul d'Amérique, du frêne d'Amérique, de l'ostryer de Virginie et du noyer cendré. Le reste du secteur est situé dans le domaine de l'érablière à caryer cordiforme, caractérisé par la présence de l'érable à sucre, du caryer cordiforme, du caryer ovale, du micocoulier occidental de l'érable noir, du chêne bicolore, de l'orme de Thomas et du pin rigide.

## Histoire
Le 24 mars 1897, la municipalité du village de Masson est créée en se détachant du canton de Buckingham. En 1915, c'est au tour de la municipalité de village d'Angers de se constituer en se séparant de la paroisse de L'Ange-Gardien. Le 26 septembre 1966, Masson change son statut pour celui de ville.
En 1975, par loi provinciale, les villes de Buckingham et de Masson, la municipalité de Notre-Dame-de-la-Salette, les municipalités de cantons de Buckingham, Buckingham-Partie-Sud-Est et Buckingham-Partie-Ouest, la paroisse de L'Ange-Gardien et le village d'Angers fusionnent pour former la ville de Buckingham, ceci non sans créer de l'insatisfaction au sein des populations concernées. En 1979, les municipalités qui s'y étaient fusionnées se détachent de Buckingham.
Les municipalités de Buckingham-Partie-Sud-Est, de Masson et d'Angers fusionnent en 1980 sous le nom de Masson. Le 2 juillet 1992, le nom de la ville est modifié et devient Masson-Angers, à la suite d'un référendum.

## Toponymie
Les deux particules de Masson-Angers ont une origine qui leur est propre. Masson est nommé ainsi en l'honneur de l'homme politique et lieutenant-gouverneur du Québec, Louis François Rodrigue Masson. Le bureau de poste situé dans ce qui allait devenir Masson est nommé ainsi en 1887, année de la fin du mandat de lieutenant-gouverneur de l'intéressé. Fondée en 1897, la ville reprend le nom du bureau de poste.
Quant à Angers, il est nommé en l'honneur de la ville d'Angers, située en Maine-et-Loire (France), où le premier curé permanent de L'Ange-Gardien, l'abbé Eugène Trinquier, naît. Le nom est donné dès 1869 au bureau de poste du secteur.

## Politique et administration
| Nom                        | Période de fonction | Période de fonction |
| Nom                        | Début               | Fin                 |
| -------------------------- | ------------------- | ------------------- |
| Lucien Bouchard            | 14 janvier 1980     | 1er novembre 1987   |
| Robert Rochon              | 1er novembre 1987   | 6 juin 1993         |
| Luc Montreuil              | 19 septembre 1993   | 1er janvier 2002    |
| Source : Ville de Gatineau |                     |                     |

## Démographie
| 1981  | 1986  | 1991  | 1996  | 2001  | 2006   | 2011   | 2016   | 2021   |
| ----- | ----- | ----- | ----- | ----- | ------ | ------ | ------ | ------ |
| 4 264 | 4 842 | 5 753 | 7 989 | 9 799 | 11 066 | 12 400 | 12 945 | 13 165 |

### Ouvrages
1. ↑  Comité du bassin versant de la rivière du Lièvre 2014, p. 8.
2. ↑  Comité du bassin versant de la rivière du Lièvre 2014, p. 3, 8.

### Sources gouvernementales
1. ↑  Ministère de l’Environnement, de la Lutte contre les changements climatiques, de la Faune et des Parcs, « Normales climatiques 1981-2010 - Climat du Québec », sur environnement.gouv.qc.ca (consulté le 14 mai 2025).
2. ↑  « Données des stations pour le calcul des normales climatiques au Canada de 1961 à 1990 - Buckingham », sur climat.meteo.gc.ca (consulté le 14 mai 2025).
3. 1 2  « Données des normales climatiques canadiennes pour 1991-2020 - Angers », sur climat.meteo.gc.ca (consulté le 14 mai 2025).
4. 1 2  Ministère des Ressources naturelles, de la Faune et des Parcs, « Zones de végétation et domaines bioclimatiques du Québec », sur numerique.banq.qc.ca, 2003 (consulté le 16 mai 2025).
5. ↑  Statistique Canada, recensements du Canada pour les années 1981, 1986, 1991, 1996, 2001 et 2006.

### Autres références
1. 1 2  Ville de Gatineau, « Dates historiques », sur www.gatineau.ca (consulté le 15 mai 2025)
2. 1 2 3 4  Commission de toponymie, « Gatineau - Gatineau (Ville) », sur toponymie.gouv.qc.ca (consulté le 15 mai 2025)
3. ↑  Yves Soucy, « Mort subite du maire Robert Rochon », Le Droit,‎ 7 juin 1993, p. 2 (lire en ligne, consulté le 1er juillet 2025).
4. ↑  « Ville de Masson-Angers (1980-2001) – Liste des maires et des conseillers » [PDF], sur gatineau.ca (consulté le 1er juillet 2025).
5. ↑  Ville de Gatineau, « Infoterritoire », sur gatineau.ca (consulté le 12 juin 2025).